# Styrcza
Styrcza (rum. Stîrcea, ros. Стырча) – wieś w północno-zachodniej Mołdawii, w rejonie Glodeni, granicząca ze stolicą rejonu. Wieś jest zamieszkana przez 320 osób.

## Historia
Wieś została założona przez Polaków, głównie z Chocimia i Kamieńca Podolskiego, którzy w latach 1895–1896 pod kierownictwem Michała Wojewódzkiego kupili od Jelizawiety Kukurianowej ziemię o łącznej powierzchni 753 ha i osiedli na niej. Za datę powstania wsi przyjmuje się rok 1899, kiedy wieś została oficjalnie nazwana Jelizawietowką. W roku 1911 wieś uzyskała obecną nazwę.
We wsi znajduje się katolicki kościół, którego budowę rozpoczęto w 1932 roku. Z powodu przyłączenia regionu do ZSRR i wybuchu II wojny światowej budowa została przerwana. Po zakończeniu działań wojennych władze zamieniły nieukończony kościół w magazyn produktów rolnych. Kilkoro mieszkańców wywieziono w ramach represji na Syberię.
W 1990 roku budynek został zwrócony Kościołowi, następnie dostosowano go do pełnienia funkcji sakralnych.

## Populacja
Styrcza charakteryzuje się dużym odsetkiem Polaków, którzy są najliczniejszą grupą etniczną we wsi. Jednocześnie jest to wieś z największą w Mołdawii społecznością polską. Z tego powodu Styrcza jest nazywana Małą Warszawą. W miejscowości znajduje się Dom Polski, jest wydawane polskie czasopismo, istnieje zespół folklorystyczny, istnieje możliwość nauki języka polskiego.
| Narodowość             | Liczba | Odsetek |
| ---------------------- | ------ | ------- |
| Polacy                 | 121    | 37,8%   |
| Mołdawianie            | 100    | 31,3%   |
| Ukraińcy               | 75     | 23,4%   |
| Rosjanie               | 22     | 6,9%    |
| inni / brak odpowiedzi | 2      | 0,6%    |
| Razem                  | 320    | 100%    |